# 14街車站 (PATH)
14街車站（英語：14th Street）是美國紐新港務局過哈德遜河捷運（PATH）系統的一個地鐵站，位於紐約市曼哈頓區雀兒喜14街和第六大道交界，平日設有霍博肯－33街線和雜誌廣場－33街線，週末設有雜誌廣場－33街線 (經霍博肯)。

## 車站結構
| G                      | 街道層             | 出入口 |
| B1                     | 夾層               | 閘機、單向閘機、轉乘 線                                                                                                |
| B2 第六大道線/PATH月台 | 南行               | 往康尼島-斯提威爾大道（西四街-華盛頓廣場） · 往中村-大都會大道（西四街-華盛頓廣場）                                    |
| B2 第六大道線/PATH月台 | 側式月台，左側開門 | |
| B2 第六大道線/PATH月台 | 側式月台，左側開門 | |
| B2 第六大道線/PATH月台 | 南行               | 霍博肯－33街線往霍博肯（第9街） · 雜誌廣場－33街線往雜誌廣場（第9街） · 雜誌廣場－33街線 (經霍博肯)往雜誌廣場（第9街） |
| B2 第六大道線/PATH月台 | 北行               | 霍博肯－33街線往33街（23街） · 雜誌廣場－33街線往33街（23街） · 雜誌廣場－33街線 (經霍博肯)往33街（23街）              |
| B2 第六大道線/PATH月台 | 側式月台，右側開門 | |
| B2 第六大道線/PATH月台 | 側式月台，左側開門 | |
| B2 第六大道線/PATH月台 | 北行               | 往牙買加-179街（23街） · 往森林小丘-71大道（23街）                                                                     |
| B3                     | BMT卡納西線月台    | 線 |
| B4                     | 南行快速           | 不停靠 |
| B4                     | 北行快速           | 不停靠 |

此站設有側式月台，既不設跨線橋也不設下通道。南行月台與IND第六大道線的14街車站共用夾層，然而北行月台的出口直接連接到街道上。
此站以北是已廢棄的19街車站，也是哈德遜及曼哈頓鐵路的原初北端總站，在1908年2月25日啟用並在1954年8月1日關閉。現時仍可在14街和23街之間的列車上看見。

## 地鐵連接
直接連接的紐約地鐵車站包括：
- 14街，IND第六大道線（F，<F>與M列車）
- 14街，IRT百老匯-第七大道線（1，2與3列車），經長一個街區的行人通道
- 第六大道，BMT卡納西線（L列車）

由新澤西州出發的乘客必須出閘到地面，進入鄰近的地鐵站入口，下降到分離的地鐵夾層才可到達IND車站複合。
往新澤西州過河捷運的入口位於第六大道及14街交界的西南角和西北角，往33街過河捷運的入口位於第六大道東側，13街和14街之間。

## 外部連結
- PATH - 14th Street Station（页面存档备份，存于）
- 14th Street southbound entrance (shared with NYCS) from Google Maps Street View（页面存档备份，存于）
- 14th Street northbound entrance from Google Maps Street View
- Platform from Google Maps Street View